# Donato Creti
Donato Creti (Cremona, 1671–1749) foi um pintor italiano, do período Rococó, ativo primariamente em Bolonha.
Em Bolonha tornou-se pupilo de Lorenzo Pasinelli. Creti foi descrito por Wittkower como o "Marco Benefial de Bolonha", onde o estilo de Creti era menos decorativo, utilizando um estilo neoclássico mais formal. Entre seus discípulos estão Aureliano Milani, Francesco Monti, Ercole Graziani, Domenico Maria Fratta e Giuseppe Peroni.